# Yamaguchi Seison
Yamaguchi Seison (jap. 山口 青邨; * 10. Mai 1892 in Morioka, Präfektur Iwate; † 15. Dezember 1988), eigentlich Yamaguchi Kichirō (山口 吉朗), war ein japanischer Haiku-Dichter und Bergbauwissenschaftler.

## Leben
Yamaguchi Seison wurde in Morioka, Präfektur Iwate geboren. Nach dem Besuch der Mittelschule in Morioka absolvierte er ein Studium des Maschinenbaus an der Kaiserlichen Universität Tōkyō. Er trug den Titel eines Doktors der Ingenieurwissenschaft und war Professor an der Kaiserlichen Universität Tōkyō, von der er nach der Emeritierung mit dem Titel eines Ehrenprofessors (名誉教授, meiyo-kyōju) ausgezeichnet wurde.
Als Haiku-Dichter war er Schüler Takahama Kyoshis. Bekannt sind seine Haiku für die Verbundenheit mit dem Element der Erde und die thematische Beschäftigung mit der Region Michinoku.
1922 gründete er gemeinsam mit Mizuhara Shūōshi, Yamaguchi Seishi, Tomiyasu Fūsei und Takano Sujū die Haiku-Gemeinschaft der Universität Tōkyō.
Yamaguchi Seison war auch der Gründer der gemeinschaftlichen Literaturzeitschrift Natsukusa (夏草, dt. „Sommergras“).

## Haiku (Auswahl)
- 祖母山も傾山も夕立かな。
Sobo-san mo//Katamuku-yama mo//yūdachi kana.
Beim Sobo- und Katamuku-Berg: ein Sommergewitter.
- 銀杏散るまただ中に法科あり。
Ichō chiru//ma(t)tadanaka ni//hōka ari.
Inmitten der fallenden Blüten des Ginkgobaumes steht die juristische Fakultät.
- 外套の裏は緋なりき明治の雪。
Gaitō no//ura wa hi-nariki//Meiji no yuki.

Das Futter des Mantels war purpurn – Schnee der Meiji-Zeit.
- たんぽぽや長江濁るとこしなへ。
Tampopo ya//chōkō nigoru//tokoshinae.
Oh, der Löwenzahn und der Jangtse, ewig trüb.
- こほろぎのこときれし夜を誰もしらず。
Kohōrogi no//kotokireshi yo o//ta mo shirazu.
Niemand kennt die Nacht, in der die Grille den Geist aushauchte.
- みちのくの淋代の浜若芽寄す。
Michinoku no//Sabishiro no hama//wakame yosu.
An die Sabishiro-Küste in Michinoku trieb heran Wakame.
- みちのくの町はいぶせき氷柱かな。
Michinoku no//machi wa ibuseki//tsurara kana.
Die Städte von Michinoku, ach, (sind voll) trübe(r) Eiszapfen.

## Werke (Auswahl)
- Meiji shūku. Shunjūsha, Tōkyō 1968.
- Jisen jikai Yamaguchi Seison kushū. Hakuōsha, Tōkyō 1970.
- Yamaguchi Seison shū. Haijin Kyōkai, Tōkyō 1979.
- Tsuyudandan: jisen kushū. Meguro Shoten, Tōkyō 1946.
- Natsukusa senshū. Natsukusa Hakkōjo, Musashino 1982–1987.
- Baramado. Chūō Kōron Bijutsu Shuppan, Tōkyō 1977.
- Zassōen: teihon. Tōkyō Bijutsu, Tōkyō 1976.
- Dentō haiku no miryoku. Rippū Shobō, Tōkyō 1980.
- Sansō Shooku zappitsu. Kyūryūdō, Tōkyō 1977.
- Yukiguni. Ryūseikaku, Tōkyō 1942.
- Sōan shunjū. Ryūseikaku, Tōkyō 1943.
- Kansōhana. Natsukusa Hakkōjo, Musashino 1968.

Ein Tagebuch wurde im Rahmen einer Magisterarbeit ins Deutsche übersetzt:
- Berlin im Frühling 1937. Tagebuch. 1. April–9. Juni. Aus dem Japanischen von Tanja Schwanhäuser. Mori-Ōgai-Gedenkstätte der Humboldt-Universität zu Berlin, Berlin 2002 (Kleine Reihe, Heft 21) (PDF).